# 嘉年地產
嘉年地產（英語：Goodyear Estates Ltd），原名文華地產有限公司 （英語：Montana Lands Ltd）是一家於1960年創立的香港老牌地產發展公司。彭國珍任創辦人及董事長。 最活躍於1960年至1973年發展香港地產, 於1972年改名嘉年地產及在香港上市。
1973年3月嘉年地產將發展的重點轉向馬來西亞首都吉隆坡的首邦市（Subang Jaya），並發展大型住宅區Goodyear Court。可惜，1973年石油危機爆發後，世界經濟衰退，馬來西亞的橡膠、大米出口大減，吉隆坡的銷售差強人意，發展計劃緩慢，導致嘉年地產盈利連年下跌。 到1977年, 已闊別香港多年，嘉年的財勢已不可同日而語。香港地產集團林立，發展計劃動輒以10億元計，嘉年是以無經濟財力參與，只能經營較小地盤。
嘉年地產1982年因中英談判香港回歸導致香港地產大跌，加上早期的投資相繼回流因而大肆擴張導致嘉年出現嚴重虧損。 1983年3月，創辦人彭國珍病逝，嘉年集團痛失掌舵人，爆發財務危機，其後被迫在股市停牌，宣布清盤。

## 發展項目

### 已完工
香港發展項目
- 文華新村（英語：Man Wah Sun Chuen）（1964-1970年建成）
- 豪園（英語：Fontana Gardens）：嘉寧徑1-25號（1964-1971年建成）
- 嘉苑（英語：Greenville）：肇輝臺14-17號（1975年建成）
- 嘉慧園（英語：Grenville House）：馬己仙峽道號1-3號A（1972年建成）
- 年豐園（英語：Skyline Mansion）：干德道51號（1971-1975年建成）

- 珠璣大廈
- 嘉榮大廈
- 嘉明大廈
- 嘉寶大廈
- 嘉安大廈
- 嘉業大廈
- 嘉新大廈
- 嘉寧大廈
- 嘉順大廈
- 嘉裕大廈
- 嘉熙大廈

海外發展項目
- Goodyear Court：馬來西亞首邦市

### 倒閉時未建成
- 小道風山與崇基學院合作發展項目（被新鴻基地產收購，即今曉翠山莊，1995年建成）

## 承建項目
- 順緻苑二期[3]
- 城市花園[4]